# Furesø
Furesø är en sjö på norra Själland i Danmark. Den ligger  17 km nordväst om huvudstaden Köpenhamn. Den nya (2007) kommunen Furesø kommun har fått sitt namn efter Furesø. Delar av sjön ligger också i Lyngby-Tårbæks kommun och i Rudersdals kommun. 
Furesø ligger 19 meter över havet. Sjön, är Danmarks djupaste. Medeldjupet är 13,5 meter och största djupet 37,7 meter. Arean är 9,41 kvadratkilometer. Den sträcker sig 3,9 kilometer i nord-sydlig riktning, och 4,5 kilometer i öst-västlig riktning. 
Sjön är klassad som ett Natura 2000-område. Väster om sjön finns skogen Nørreskov.